# A tour thro' the whole island of Great Britain
A tour thro' the whole island of Great Britain é um relato das viagens do autor inglês Daniel Defoe, publicado em três volumes entre 1724 e 1727. A digressão de Defoe está enraizada em uma ficção. Sua turnê não é um relato de uma viagem real feita para esse fim, mas a destilação de uma vida de viagens, observação e coleta de informações.